# Donat Zadarski
Donat (2. pol. 8. st. - Zadar, oko 811.) bio je diplomat i prelat Katoličke Crkve koji je služio kao  zadarski biskup. Katolička Crkva štuje ga kao sveca.

## Životopis
Podrijetlom je iz Dalmacije. Oko 801. godine postaje biskupom. Spominje se u franačkim analima iz 805. godine kao izaslanik dalmatinskih gradova Karlu I. Velikom u Thionvilleu u svrhu pregovaranja o podvrgnuću franačkomu caru. Ipak, Aachenskim mirom (812.) nad dalmatinskim je gradovima ponovno uspostavljena bizantska vlast, a Donat je na čelu zadarskog izaslanstva nosio caru u Carigrad Karlovu mirovnu ponudu.
Car Nikefor oprostio je Zadranima njihovu nevjeru te je, kako bi učvrstio vezu Bizanta sa Zadrom, biskupu Donatu poklonio tijelo sv. Stošije. Pripisuje mu se izgradnja zadarske crkve rotunde iz 9. stoljeća (sv. Trojstva, kasnije sv. Donata). Sačuvan je i mramorni kovčeg za moći sv. Stošije s Donatovim zavjetnim natpisom.
Umro je oko 811. godine. Prvotno je bio pokopan u crkvi sv. Trojstva, a od 1809., nakon provale Francuza, ostatci su mu preneseni u svetište katedrale. Na grobu se nalazi natpis „Corpus sancti Donati archiepiscopi jadrensis” („Tijelo svetoga Donata nadbiskupa zadarskog”).

## Štovanje
Zbog svoga djelovanja Zadrani su ga nazivali „ocem domovine”. Sveti Donat se slavi 25. veljače.

### Članci
- Lučić, Josip. 1993. Donat. Hrvatski biografski leksikon. Zagreb.  journal zahtijeva |journal= (pomoć)

### Mrežna sjedišta
- Donat. www.enciklopedija.hr. Pristupljeno 10. rujna 2023.